# Charassognathus
Charassognathus es un género extinto de cinodontos con una especie: Charassognathus gracilis. Esta especie está considerada la más basal del suborden Cynodontia y fue descrita en 2007. Fue hallado en una localidad cercana a Fraserburg en Sudáfrica. De este género solo se conoce el holotipo el cual data del Wuchiapingiense del periodo Pérmico Superior (hace unos 260 millones de años). El espécimen que reposa en el museo de Sudáfrica (SAM-PK-K 10369) consta de un cráneo aplastado, parte de una mandíbula y una pierna.
Charassognathus era un depredador cuadrúpedo. Su nombre proviene de una muesca en la rama del maxilar inferior, el cual probablemente era un punto de inserción de un músculo masticatorio, el aductor mandibular externo. Charassognathus era un animal pequeño, con un cráneo de solo 6 cm de longitud, alcanzando una longitud total de unos 50 cm.

## Descripción
Charassognathus tenía un hocico que ocupaba algo menos de la longitud total del cráneo y un gran proceso facial en el hueso septomaxilar. Aparte de estas dos características en el cráneo típicas de un cinodonte. La forma atípica de su septomaxilar es más propia de los terocéfalos indicando que puede estar relacionado con un ancestro común entre los dos grupos.